# European Roma Institute for Arts and Culture
Das European Roma Institute for Arts and Culture (ERIAC, dt.: Europäisches Roma-Institut für Kunst und Kultur) ist ein Kulturinstitut mit Sitz in Berlin. ERIAC wurde auf Initiative des Europarats, der Open Society Foundations und der Allianz für das Europäische Roma-Institut im Jahr 2017 gegründet. Kernaufgabe des Instituts ist es, laut Eigenaussage, das Selbstwertgefühl der Roma zu stärken und negative Vorurteile in der Mehrheitsbevölkerung gegenüber der Community abzubauen. Das Institut fördert den Austausch und die Kooperation von Künstlern und Intellektuellen in Europa. Hierdurch sollen Kunst, Kultur und Geschichte der Roma in Europa sichtbarer werden.
„Roma-Gemeinschaften leben seit mehr als 600 Jahren in Europa, doch es ist relativ wenig über ihr kulturelles Erbe und ihren Einfluss bekannt“ führte der Generalsekretär des Europarates, Thorbjørn Jagland am 8. April 2016 im Zusammenhang mit dem Plan zur Gründung dieses Institutes aus.

## Geschichte
Am 12. März 2014 forderte Androulla Vassiliou in ihrer Funktion als EU-Kommissarin für Bildung und Kultur, dass ein Roma-Museum unbedingt erforderlich sei.
Ein von 24 Mitgliedern unterzeichneter Antrag in der Parlamentarischen Versammlung des Europarates forderte im März 2014, dass durch die Schaffung eines europäischen Roma-Instituts den Roma ein europaweiter Bezugspunkt geboten wird, mit dem die Erforschung und Klärung ihrer Kultur und Geschichte gefördert wird und ein Ansprechpartner für Politik und Entscheidungsträger zukünftig vorhanden ist, um Vorurteile und Unwissenheit gegenüber dieser Minderheit zu verringern.
José Manuel Barroso sprach sich in seiner Funktion als Präsident der Europäischen Kommission am 4. April 2014 für die Initiativen und für die Einrichtung des Europäischen Roma-Instituts durch Thorbjørn Jagland vom Europarat und George Soros von der Open Society Foundations als ergänzende Initiativen für die Maßnahmen der Kommission und der Unionsmitgliedstaaten sowie für die Bekämpfung negativer Stereotypen und die Förderung der Integration der Roma aus.
Anlässlich des 6. Treffens des wissenschaftlichen Komitees des European Academic Network on Romani Studies am 7. April 2014 in Cluj-Napoca wurde die Gründung eines Roma-Instituts begrüßt. Am 30. April 2014 wurde ein Statement für die Gründung an den Europarat abgegeben. Am 12. Mai 2014 folgte ein Non-Paper mit dem Titel „An approach to the establishment of a European Roma Institute“.
Am 22. Mai 2014 begannen die Konsultationen zwischen den Mitgliedstaaten des Europarates unter Einbindung der Zivilgesellschaft sowie am 14. November 2014 eine Konsultation mit Roma-Intellektuellen im Büro des Europarates in Paris.
Vom 27. bis 29. Mai 2015 fand in Straßburg die 9. Sitzung des „Expertenausschusses für Roma“ (CAHROM) statt. Themen waren u. a. die Bildungs- und Wohnsituation der Roma, ihre Sprache, Kultur und Geschichte sowie die Problematik der Frühverheiratung. Daneben befasste sich der Expertenausschuss mit der Frage der Gründung eines „Europäischen Roma Instituts für Kunst und Kultur“ (Arbeitstitel), einer gemeinsamen Initiative von Europarat und der von dem Finanzunternehmer George Soros gegründeten Stiftung „Open Society Foundations“.
Von der Open Society Fundation wurde am 15. Mai 2015 ein Konzeptpapier für ein Europäisches Roma-Institut veröffentlicht. Am 19. Mai 2015 wurde eine online-Konsultation eingeleitet, an welcher zahlreiche Personen und Einrichtungen teilnahmen.
Vor dem Europäischen Parlament fand am 4. Juni 2015 ein Hearing zum geplanten Roma-Institut statt. Am 11. Juni 2015 wurde im Deutschen Bundestag im Paul-Löbe Haus darüber diskutiert.
Anlässlich des Internationalen Tages der Roma gab der Generalsekretär des Europarates Thorbjørn Jagland am 8. April 2016 eine wegweisende Erklärung ab, wie das ERIAC künftig beschaffen werden sein soll.
Der Europarat veröffentlichte am 25. Mai 2016 einen Entwurf für die Statuten eines Roma-Instituts für Kunst und Kultur.

## Organisation
Das ERIAC ist eine Initiative des Europarats, der Stiftung Open Society Foundations sowie der „Allianz für das Europäische Roma Institut für Kunst und Kultur“ und ist als eine rechtsfähige Stiftung des bürgerlichen Rechts gegründet.
Die Eröffnung des Instituts fand am 16. Februar 2017 statt. ERIAC hat den Sitz in Berlin, Deutschland und ist seit 7. Juni 2017 als eingetragener Verein registriert.

### Ziele
Vom Institut aus sollen kreative Ideen und Impulse für die Arbeit in allen Ländern mit Roma-Bevölkerung ausgehen. Das Institut soll dabei auch helfen, dass die Roma ihre Kultur künftig nicht mehr aus Scham oder Furcht verstecken müssen, sondern darauf stolz sind.

### Finanzierung
Die Stiftung wird durch den Europarat sowie die OSF mit jeweils 200.000 Euro jährlich gefördert. Daneben tragen Drittmittel und Spenden zur Finanzierung bei.